# Diego Amador
Diego Amador (Sevilla, 1973) és un dels músics més destacats de l'estil "flamenc-jazz". Créixer en una família de músics, li ha permès aconseguir un domini excepcional del cant, la guitarra i el piano en l'estil flamenc. Sobresurten especialment les seves peces de piano i cant, en què combina de forma magistral la tradició musical espanyola amb elements del jazz americà, des de l'era del "Cool Jazz" de Miles Davis, fins al "Latin Jazz" més actual. Tal com assenyala el crític Howard Reich al "Chicago Tribune", "en només un passatge musical, Amador inclou línies de flamenc a la seva mà dreta, sobre un creixent ritme de jazz a la seva mà esquerra" (H.Reich, "Chicago Tribune", 19/02/2012) Arxivat 2016-10-22 a Wayback Machine.. Ha actuat amb els estatunidencs Chick Corea, Path Metheny, Charlie Haden, i el "newyorrican" Jerry Gonzalez, el francès Birelli Lagreene, l'argentí Luis Salinas, l'espanyol Jorge Pardo, entre d'altres. El 2013 actuà amb Joaquín Cortés al Royal Albert Hall de Londres. A Catalunya ha actuat amb el saxofonista Llibert Fortuny (Jamboree, setembre 2013) o el trompetista David Pastor (Jamboree, febrer 2014)].

## Discografia[8]
| Any  | Nom del Disc                          | Discogràfica                  |
| ---- | ------------------------------------- | ----------------------------- |
| 1992 | “Anticipo Flamenco”                   |                               |
| 2001 | “El Aire de lo Puro”                  | Nuevos Medios                 |
| 2008 | “Piano Jondo”                         | Nuevos Medios-Fantasy Records |
| 2010 | “Rio de los Canasteros”               | Nuevos Medios                 |
| 2011 | “Jazz a L'EStudi”                     | TVC Disc                      |
| 2012 | “Flamenco Jazz Tribute LIVE IN PARIS” | DA Records                    |
| 2013 | “Scherzo Flamenco”                    | Rumor TVE                     |
| 2016 | “Soy de las 3000”                     | Alacran Records               |